# Racine carrée de dix

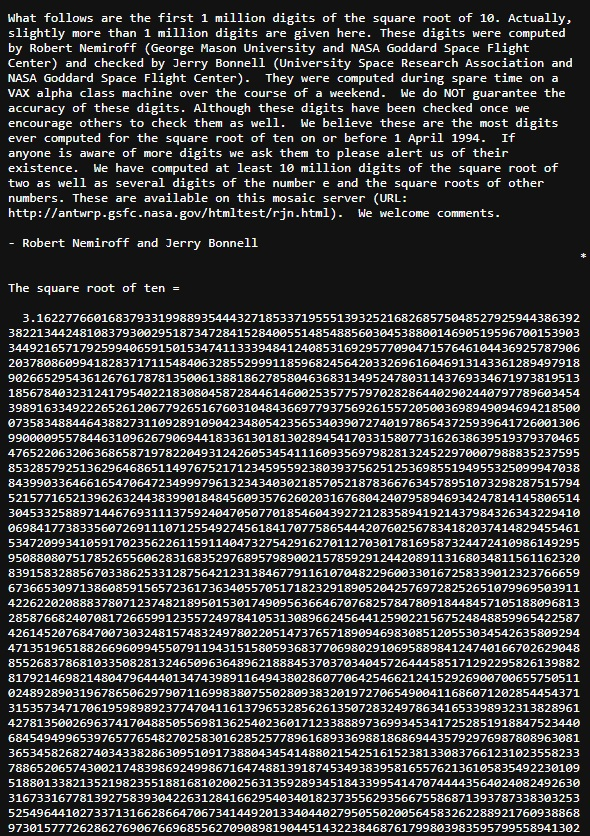
Les premiers milliers de chiffres de la racine carrée de 10 selon la NASA

En mathématiques, la racine carrée de dix, notée  √10 ou 101/2, est un nombre réel remarquable ; c'est l'unique réel positif dont le carré est égal à 10. Il vaut approximativement 3,16.
Historiquement, la racine carrée de dix a été utilisée comme approximation de la constante mathématique π, certains mathématiciens soutenant à tort que la racine carrée de dix correspond au rapport entre la circonférence et le diamètre d’un cercle. Ce nombre joue aussi un rôle important dans le calcul des ordres de grandeur.
10 étant le produit de 2 et 5, la racine carrée de 10 est la moyenne géométrique de 2 et 5, et le produit de la racine carrée de 2 et de la racine carrée de 5.
C'est un nombre algébrique irrationnel, un irrationnel quadratique et un entier quadratique (entier algébrique de degré 2).

## Caractéristiques
La racine carrée de 10 peut être notée sous forme de radical :{\displaystyle {\sqrt {10}}.}C’est un nombre irrationnel algébrique. Le médecin du XIIIe siècle ʿAbd al-Latîf al-Baghdâdî fut mentionné par ses biographes pour avoir comparé « l’incertitude en médecine à l’impossibilité mathématique de déterminer des nombres irrationnels comme pi ou la racine carrée de dix ». Plus précisément, dans son Livre des deux conseils (Kitāb al-Naṣīḥatayn), ʿAbd al-Latif donne « comme exemple la surface du cercle ou une racine carrée telle que celle de dix », en affirmant que « si quelqu’un dit que la racine carrée de dix est trois, il ne peut être considéré comme un arithméticien, et ses paroles ne peuvent être acceptées ».

### Développement décimal
Les soixante premiers chiffres du développement décimal de √10 sont :
3,162277660168379331998893544432718533719555139325216826857504.... , voir la suite A010467 de l'OEIS.
Les chiffres décimaux de son inverse sont les mêmes, mais décalés : {\displaystyle {\frac {1}{\sqrt {10}}}={\frac {\sqrt {10}}{10}}=0{,}31622....}
L’approximation {\displaystyle 117/37(\approx 3{,}1621621)} peut être utilisée pour la racine carrée de 10. Bien que le dénominateur ne soit que 37, elle diffère de la valeur correcte d’environ 1⁄8658 (environ 1,2 × 10−4).
Plus d’un million de chiffres décimaux de la racine carrée de 10 ont été publiés, la NASA ayant annoncé la publication du premier million de chiffres le 1er avril 1994. En décembre 2013, sa valeur numérique en base dix aurait été calculée à au moins dix milliards de chiffres.

## Approximation historique de Pi
Comme l'explique Jan Gullberg dans Mathematics from the Birth of Numbers, en raison de sa proximité avec la constante mathématique Pi, la racine carrée de 10 a été utilisée comme approximation de celle-ci dans divers textes anciens. Selon William Alexander Myers, certains mathématiciens arabes calculaient la circonférence d'un cercle unité comme étant {\displaystyle {\sqrt {10}}}. Le mathématicien chinois Zhang Heng (78–139) a approximé {\displaystyle \pi } à 3,162 en prenant la racine carrée de 10,,,,.
Gullberg a noté que les premiers Grecs, tout en utilisant 3 comme approximation de {\displaystyle \pi } « pour un usage quotidien », utilisaient également la racine carrée de 10 « pour des questions plus sérieuses », en soulignant que cette utilisation était empirique, « fondée exclusivement sur l’expérience pratique, et non sur des considérations théoriques » ; ce n’est qu’au IIe siècle av. J.-C. que Hipparque calcula une valeur de {\displaystyle \pi } bien plus précise, soit 3,14166. Hermann Schubert rapportant des écrits mathématiques de l’Inde ancienne affirme de manière similaire que pi était considéré comme égal à la racine carrée de 10 :
Strange to say, the good approximate value of Aryabhatta does not occur in Bramagupta, the great Hindu mathematician who flourished in the beginning of the seventh century; but we find the curious information in this author that the area of a circle is exactly equal to the square root of 10 when the radius is unity. The value of π as derivable from this formula, —a value from two to three hundredths too large,—has unquestionably arisen upon Hindu soil. For it occurs in no Grecian mathematician; and Arabian authors, who were in a better position than we to know Greek and Hindu mathematical literature, declare that the approximation which makes π equal to the square root of 10, is of Hindu origin.

Fait étrange, la bonne valeur approchée d’Āryabhaṭa ne figure pas chez Brahmagupta, le grand mathématicien hindou du début du VIIe siècle ; mais on y trouve l'information curieuse que l'aire d’un cercle est exactement égale à la racine carrée de 10 lorsque le rayon est l’unité. La valeur de π qui découle de cette formule — une valeur exagérée de deux à trois centièmes — a, sans aucun doute, vu le jour sur le sol hindou. Elle ne se retrouve chez aucun mathématicien grec; et des auteurs arabes, mieux placés que nous pour connaître la littérature mathématique grecque et hindoue, affirment que l'approximation π = √10 est d’origine hindoue.
Schubert a émis l’hypothèse que cela s’expliquait par le fait que « le peuple hindou » était plus que tout autre porté vers le mysticisme des nombres, et cherchait donc dans cette approximation un lien avec le fait que l’homme a dix doigts ; et que dix est en conséquence la base de leur système numérique.
En 1594, Joseph Juste Scaliger, qui avait été nommé professeur à l’Université de Leyde l’année précédente, publia Cyclometrica Elementa duo, sur la quadrature du cercle, dans lequel il « affirmait que le rapport de la circonférence d’un cercle à son diamètre était √10 ». Son brouillon fut lu par Ludolph van Ceulen, qui reconnut cette erreur et conseilla à Scaliger de ne pas publier l’ouvrage. Scaliger le fit quand même, et peu après, Adriaan van Roomen « écrivit une réfutation dévastatrice des affirmations de Scaliger ». Van Ceulen critiqua également les affirmations de Scaliger dans son ouvrage Vanden Circkel (À propos du cercle), publié en 1596, bien qu’il n’ait pas identifié Scaliger comme étant leur auteur.

## Développements en fraction continue et applications
La méthode de Bombelli utilisant pour {\displaystyle a>0} la relation {\displaystyle {\sqrt {10}}=a+{\frac {10-a^{2}}{a+{\sqrt {10}}}}} permet d'obtenir le développement en fraction continue généralisée suivant : {\displaystyle {\sqrt {10}}=\ a+{\frac {10-a^{2}}{2a+{\frac {10-a^{2}}{2a+{\frac {10-a^{2}}{2a+\ldots }}}}}}=a+{\frac {10-a^{2}\mid }{\mid 2a}}+{\frac {10-a^{2}\mid }{\mid 2a}}+\cdots }
Prenant {\displaystyle a=3}, on obtient :
{\displaystyle {\sqrt {10}}=\ 3+{\frac {1}{6+{\frac {1}{6+{\frac {1}{6+{\frac {1}{6+\ldots }}}}}}}}=3+{\frac {1\mid }{\mid 6}}+{\frac {1\mid }{\mid 6}}+\cdots =[3\,;{\overline {6}}]},
qui est le développement en fraction continue simple de √10  : voir la suite A040003 de l'OEIS.
Notons que {\displaystyle {\sqrt {10}}+3} est le  6e nombre métallique, qui a pour développement en fraction continue : [6 ; 6, 6, ...].
Ce développement est périodique (période de longueur 1) comme pour tout irrationnel quadratique (irrationnel solution d'une équation de degré 2 à coefficients entiers), et le théorème de Legendre est bien vérifié.
Les huit premières réduites en sont : {\displaystyle u_{0}={\frac {3}{1}},u_{1}={\frac {19}{6}},{\frac {117}{37}},u_{3}={\frac {721}{228}},{\frac {4443}{1405}},{\frac {27379}{8658}},{\frac {168717}{53353}},u_{7}={\frac {1039681}{328776}},\dots }
Comme pour toute fraction continue d’un nombre irrationnel, elles constituent les meilleures approximations rationnelles de √10.
Elles forment la suite {\displaystyle (u_{n})}, récurrente homographique, définie par : {\displaystyle \ u_{0}=3,\ u_{n+1}=3+{\frac {1}{3+u_{n}}}={\frac {3u_{n}+10}{u_{n}+3}}}.
Les deux sous-suites {\displaystyle (u_{2n}){\text{ et }}(u_{2n+1})} sont adjacentes de limite {\displaystyle {\sqrt {10}}} et l'on a {\displaystyle u_{2n}<{\sqrt {10}}<u_{2n+1}}.
Le rationnel {\displaystyle u_{n}} est égal à {\displaystyle {\frac {a_{n}}{b_{n}}}} où {\displaystyle a_{n},b_{n}} sont les entiers définis par {\displaystyle (3+{\sqrt {10}})^{n+1}=a_{n}+b_{n}{\sqrt {10}}} ; les suites, {\displaystyle (a_{n}),(b_{n})} sont définies par {\displaystyle a_{0}=3,b_{0}=1,{\begin{cases}a_{n+1}=3a_{n}+10b_{n}\\b_{n+1}=a_{n}+3b_{n}\end{cases}}}.
Les {\displaystyle a_{n}} sont successivement : 3, 19, 117, 721, 4443, 27379, 168717, 1039681, 6406803, 39480499, … (suite A005667 de l'OEIS),
et les {\displaystyle b_{n}} : 1, 6, 37, 228, 1405, 8658, 53353, 328776, 2026009, 12484830, … (suite A005668 de l'OEIS) .
On en déduit l'expression explicite :
- {\displaystyle \forall \ n\geqslant 0,\ u_{n}={\sqrt {10}}{\frac {(3+{\sqrt {10}})^{n+1}+(3-{\sqrt {10}})^{n+1}}{(3+{\sqrt {10}})^{n+1}-(3-{\sqrt {10}})^{n+1}}}}.

Comme {\displaystyle a_{n}^{2}-10b_{n}^{2}=(-1)^{n+1}}, les {\displaystyle (a_{n},b_{n})} fournissent alternativement des solutions aux équations de Pell-Fermat  :
{\displaystyle x^{2}-10y^{2}=-1\quad \mathrm {et} \quad x^{2}-10y^{2}=1}.

## Approximations rationnelles par les méthodes de Héron et de Halley
Par la méthode de Héron, √10 est la limite de la suite définie par x0 = a > 0 et  xn+1 = 1/2(xn + 10/xn) qui converge quadratiquement (nombre de décimales exactes doublant approximativement à chaque pas).
On obtient pour {\displaystyle a=3} :
{\displaystyle x_{0}=3,\quad x_{1}={\frac {19}{6}}=u_{1},\quad x_{2}={\frac {721}{228}}=u_{3}=3,1622...,\quad x_{3}={\frac {1039681}{328776}}=u_{7}=3,162277660...,\quad \dots }
La suite {\displaystyle (x_{n})} est une sous-suite de la suite {\displaystyle (u_{n})} des réduites de la fraction continue de √10. Plus précisément : {\displaystyle x_{n}=u_{(2^{n}-1)}},.
La méthode de Halley, utilisant la relation de récurrence :{\displaystyle y_{n+1}=y_{n}{\frac {{y_{n}}^{2}+30}{3{y_{n}}^{2}+10}}\,,}triple approximativement le nombre de décimales exactes à chaque pas.
On obtient pour {\displaystyle y_{0}=3} :
{\displaystyle \quad y_{1}={\frac {117}{37}}=u_{2}=1,162...,\quad y_{2}={\frac {6406803}{2026009}}=u_{8}=3,1622776601683...,\quad \dots }
La suite {\displaystyle (y_{n})} est une sous-suite de la suite {\displaystyle (u_{n})}. Plus précisément : {\displaystyle y_{n}=u_{(3^{n}-1)}}.

## En mathématiques et en physique

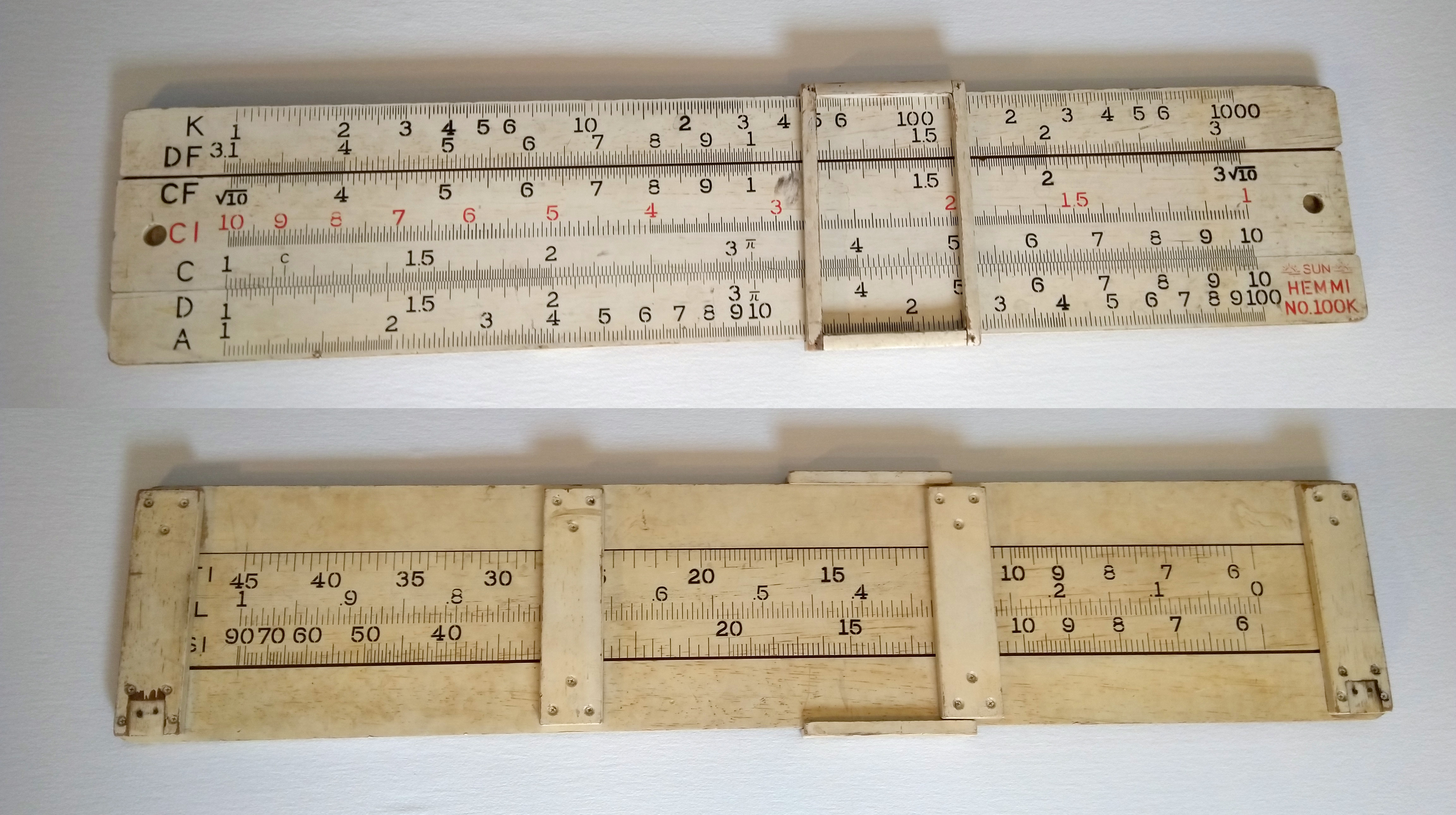
Règle à calcul de démonstration Sun Hemmi No. 100K avec les échelles CF et DF repliées à la racine carrée de 10

{\displaystyle {\sqrt {10}}} a été utilisé comme point de repli pour les échelles repliées des règles à calcul, principalement parce que les réglages d’échelle repliés avec ce nombre peuvent être modifiés sans changer le résultat.
Le potentiel d'équilibre (en volts) d'un plasma ayant une distribution de vitesse maxwellienne est approximativement égal à son énergie en électronvolts moyenne multipliée par {\displaystyle {\sqrt {10}}}.

## Ordres de grandeur
La racine carrée de 10 joue un rôle important dans les calculs et estimations d’ordre de grandeur. L’ordre de grandeur d’une quantité correspond à la puissance de 10 la plus proche. Par exemple, 899 m est plus proche de 103 m que de 102 m, et a donc un ordre de grandeur de 103 ou 1000, lorsqu’il est exprimé en mètres. Mathématiquement, on prend le logarithme décimal de la valeur, on l'arrondit à l'entier le plus proche, puis on élève 10 à cette puissance pour obtenir l’ordre de grandeur.
Comme les ordres de grandeur sont de nature logarithmique, la valeur médiane entre 100 et 101 est {\displaystyle 10^{0,5}={\sqrt {10}}\approx 3,16}. Ainsi, lorsqu’un nombre est exprimé en notation scientifique, s’il est inférieur à {\displaystyle 3,16.10^{x}}, x doit être arrondi vers le bas (ordre de grandeur 10x) ; s’il est supérieur à cette valeur, x doit être arrondi vers le haut (ordre de grandeur 10x+1).
La racine carrée de 10 correspond à une demi-unité d’ordre de grandeur.
Une différence de niveau de 10 dB (1 bel) correspond à un rapport de puissance de 10, soit un ordre de grandeur, ou à un rapport d’amplitude (quantité de champ) égal à la racine carrée de 10, soit une demi-unité d’ordre de grandeur. La moitié de cette différence, soit 5 décibels, représente un rapport de puissance équivalent à la racine carrée de 10, et un rapport d’amplitude équivalent à la racine quatrième de 10.